# Zupełnie inny weekend
Zupełnie inny weekend (ang. Weekend) – brytyjski dramat filmowy z 2011 roku w reżyserii Andrew Haigha. Wielokrotnie nagradzany obraz opowiada o przypadkowym spotkaniu w klubie dla gejów, które wpływa na dalsze losy pary głównych bohaterów, Russella i Glena. Zdjęcia do filmu kręcono w Nottingham.